# سیارک ۲۴۱۱
سیارک ۲۴۱۱ (به انگلیسی: 2411 Zellner، نامگذاری:1981JK) دو هزار و چهارصد و یازدهمین سیارک کشف شده‌است که در ۳ مه ۱۹۸۱ کشف شد.
قدر مطلق سیارک برابر ۱۲٫۷۵ است.